# دم‌بدلی‌ها
دُم‌بَدَلی‌ها (نام علمی: Nothoprocta) نام یک سرده از زیرخانواده وشم‌های بیابانی است.